# Darko Perić
Darko Perić (n. 25 martie 1977, Cladova, RS Serbia, RSF Iugoslavia) este un actor sârb cunoscut mai ales pentru rolul Helsinki din serialul spaniol La Casa de Papel.
A fost pasionat încă de mic de artă și a jucat în multe piese de teatru cât timp a fost în școală. Însă părinții lui au decis că ar trebui să devină medic. A fost trimis la Școala veterinară din București, în România, unde și-a redescoperit pasiunea pentru cinema și teatru datorită prietenilor studenți de la Academia Română de Film. În acea perioadă, a continuat să studieze medicina în timp ce a jucat în scurtmetraje.
În 1994, Perić s-a mutat la Timișoara, unde și-a continuat studiile de medicină și a jucat în teatru live. După șase ani de locuit la Timișoara, și-a terminat studiile și a absolvit cu distincție medicina veterinară. Pe când era acolo, se implicase și în scenele hard-rock și punk locale, cântând în trupe și organizând evenimente în centrul cultural local, unde a cunoscut mulți artiști internaționali. Acest lucru l-a inspirat să se mute în Germania, unde s-a stabilit la Berlin. A continuat să joace în scurtmetraje acolo până în 2004, când s-a mutat în Spania și a ales Barcelona ca loc de locuit, în timp ce a apărut în diferite scurtmetraje, seriale și chiar lungmetraje.
În 2015, a jucat în filmul A Perfect Day, care îi are în rolurile principale pe Benicio Del Toro și Tim Robbins. În 2016, a fost distribuit în serialul Mar de plástico, în care l-a interpretat pe Oso, un gangster ucrainean și principalul răufăcător al serialului. Între 2017–2021 a jucat în La Casa de Papel, serialul a fost achiziționat de Netflix, ceea ce l-a ajutat să devină unul dintre cele mai urmărite seriale, câștigând cea mai bună dramă la Premiile Emmy Internaționale în 2018.